# Grecia Central (región)

Bandera de Grecia Central.

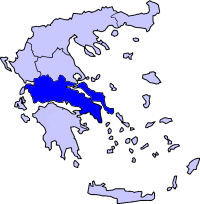
Extensión tradicional de la región de Grecia Central.

Primera división administrativa de Grecia, de 1833.

Grecia Central (en griego Κεντρική Ελλάδα Kendrikí Elláda), Grecia Continental (en griego Στερεά Ελλάδα Stereá Elláda; antiguamente Χέρσος Ελλάς, Khérsos Ellás) o, coloquialmente, Rúmeli (Ρούμελη, Rúmeli) es una región geográfica de Grecia. Su territorio se halla dividido en las periferias de Grecia Central, Ática, y una unidad periférica de Grecia Occidental. Aunque Ática forma parte geográficamente de la Grecia Central, constituye en la actualidad una periferia independiente.

## Etimología
La región ha sido tradicionalmente conocida como Roúmeli (Ρούμελη), un nombre que deriva de la palabra turco Rumelia o Rumeli, que significa «tierra de los Rum», es decir, «de los romanos» (entendidos como los griegos bizantinos). La denominación de Stereá Elláda («Grecia Continental») se debe a que, en el momento de la independencia de Grecia, en 1932, el territorio nacional se conformaba sólo de esta región, la península del Peloponeso y ciertas islas.

## Geografía
Grecia Central es la región geográfica más poblada de Grecia, con una población de 4.591,568 personas, y se extiende por una superficie de 24.818,3 km², haciendo de ella la segunda más grande del país. Se encuentra al norte del Peloponeso y al sur de Tesalia y Epiro, limitando con el mar Egeo al este, el mar Jónico al oeste y el golfo de Corinto al sur. Su clima es templado a lo largo de sus costas, y seco en el interior.

### Montañas
La región es una de las montañosas en Grecia, teniendo algunas de las mayores elevaciones del país.
| Número | Montaña    | Altura (m) | Ubicación en Grecia | Prefectura          |
| ------ | ---------- | ---------- | ------------------- | ------------------- |
| 1      | Giona      | 2.510      | 5.º                 | Fócide              |
| 2      | Vardousia  | 2.495      | 7.º                 | Fócide              |
| 3      | Parnaso    | 2.457      | 9.º                 | Fócide, Beocia      |
| 4      | Timfristos | 2.315      | 16.º                | Euritania, Ftiótide |
| 5      | Eta        | 2.152      | 22.º                | Ftiótide            |

### Lagos
Grecia Central tiene también algunos de los lagos más grandes de Grecia, mientras que entre los más importantes están el lago Mornos en Fócide, que proporciona agua a la prefectura, partes de las prefecturas de Ftiótide y Beocia así como Atenas.
| Número | Lago       | Superficie (km²) | Ubicación en Grecia | Prefectura       |
| ------ | ---------- | ---------------- | ------------------- | ---------------- |
| 1      | Triconida  | 96.513           | 1.º                 | Etolia-Acarnania |
| 2      | Yliki      | 22.731           | 9.º                 | Beocia           |
| 3      | Amvrakia   | 13.619           | 13.º                | Etolia-Acarnania |
| 4      | Lisimaquia | 13.200           | 14.º                | Etolia-Acarnania |
| 5      | Ozeros     | 10.013           | 16.º                | Etolia-Acarnania |

### Ríos
Algunos importantes y bien conocidos ríos de Grecia Central son el Aspropótamos en Etolia-Acarnania que es el segundo más largo del país, el Esperqueo en Ftiótide, Evenus en Etolia-Acarnania y Mornos en Fócide.

## Ciudades
Las principales ciudades de la región de Grecia Central según el censo de 2001 son:
- Atenas
3,130.841 (área metropolitana de Atenas)
  - incluyendo todas las ciudades alrededor de la zona urbana de Atenas

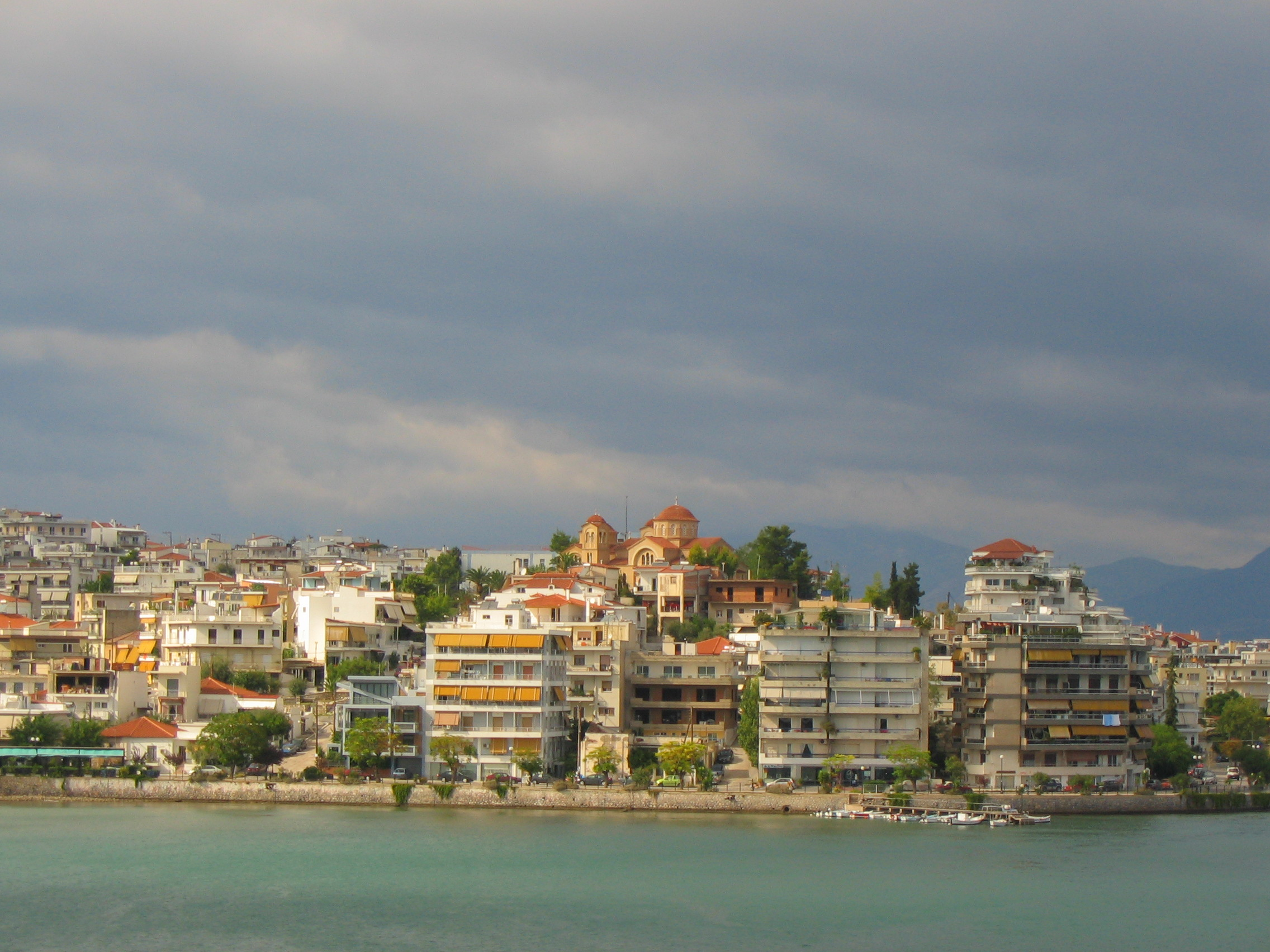
Frente marino de Calcis

3,761.810)
- Lamia

58.601
- Calcis

53.584
- Agrinio

42.390
- Tebas

21.211
- Lebadea

20.061

## Cultura

### Danzas y música rumelia
Danzas rumelianas tienden a ser lentas y controladas. El clarinete es el principal instrumento de esta región. Las principales danzas de esta región son tsamikos (una antigua danza guerrera, en la que el líder hace enérgicos saltos), mazochto y kangeli.